# Продолжение игры

Экран, призывающий продолжить прохождение в игре Art of Fighting. При этом выбор, как это часто бывает, сопровождается отсчётом времени, чтобы игрок не раздумывая соглашался играть дальше. В данном случае до проигрыша осталось 7 секунд

Продолжение (англ. Continue) — термин, относящийся к компьютерным играм и обозначающий функцию, с помощью которой игрок после потери всех жизней может продолжить прохождение с текущего уровня, уходя таким образом от проигрыша и возвращения к самому началу игры.
Появление термина относится к середине 1980-х годов, когда владельцы аркадных автоматов, желая получить с посетителей как можно бо́льшую прибыль, всё чаще стали применять эту новую функцию. При появлении экрана с надписью Game over игрок мог вставить в автомат ещё одну монетку, при этом игра продолжалась не с начала, а с того места, где он остановился — это стимулировало многократные попытки пройти тот или иной участок и добраться до самого конца. Как утверждает Шанна Комптон в своей книге, посвящённой игровой индустрии, впервые данное новшество было использовано в аркадном автомате с игрой под названием Fantasy (1981).
Функция продолжения сыграла важную роль в развитии игр как таковых, в частности, позволила увеличить среднюю продолжительность игрового процесса, что, в свою очередь, привело к появлению развёрнутых сюжетов и ясных концовок. Причём разработчики, стараясь увеличить время, проводимое людьми за игрой, специально организовывали структуру таким образом, чтобы пройти её с первого раза, без использования продолжений, было практически невозможно. С появлением домашних игровых приставок, таких как Nintendo Entertainment System и PC Engine, понятие продолжения несколько изменилось, стало ограниченным по количеству — как правило, игроку даётся от трёх до пяти продолжений, после использования которых проигрыш наступает неминуемо. Хотя в некоторых исключительных случаях количество продолжений по-прежнему осталось неограниченным. К примеру, в игре Ninja Gaiden этим обстоятельством компенсируется чрезмерно высокая сложность: игроку очень тяжело даётся прохождение отдельных мест, персонаж часто погибает, но зато пробовать пройти сложный участок можно сколь угодно раз.
Писатели Кэти Сален и Эрик Циммерман в книге об основах игрового дизайна отмечают, что в некоторых случаях, как например Gauntlet, продолжения использовались людьми для реализации демонстративного потребления, когда игроки соревнуются не в умении играть, а в количестве монет, которые они могут потратить.
С развитием игровой индустрии и появлением более мощных консолей функция продолжения ушла в тень, так как вместо неё всё чаще стала использоваться более удобная возможность сохранения.